# Eschweilera subglandulosa
Eschweilera subglandulosa (manbarklak, een van de vele   is een altijdgroene boom die 40 meter lang wordt. De rechte cilindrische stam heeft kleine steunberen. De boom wordt in het wild gekapt om zijn hout. Het is een boom van de kroon van het regenwoud. Hij komt voor in tropisch Zuid-Amerika: Brazilië, Venezuela, Suriname, Trinidad.

## Het houtmanbarklak
Het kernhout is eerst groengeel tot olijfbruin maar het wordt bruin wanneer het droogt. Er zijn soms zwarte vegen. Het spinthout is 4–11 cm breed en roomkleurig. Het verschil wordt duidelijker zichtbaar als het hout droogt. Het hout is bijzonder zwaar, hard, dicht, taai en sterk wanneer het niet vers meer is.  Het hout bevat veel kiezel, tot 1,31% en is goed bestand tegen wormen -zoals paalworm- en termieten. De dichtheid is 1,04. Suriname is een productieland.
| Houtproductie in m3 | 2014  | 2015  | 2016 |
| ------------------- | ----- | ----- | ---- |
| Manbarklak          | 1.894 | 1.749 | 186  |